# Burg Hohenberg (Horb am Neckar)
Die Burg Hohenberg, auch Obere Burg, Schloss Hohenburg und Schurkenturm genannt, ist eine Ruine einer Höhenburg bei 427 m ü. NN in der Stadt Horb am Neckar (Bußgasse) im Landkreis Freudenstadt in  Baden-Württemberg.
Die Burg wurde um 1300 als „Obere Burg“ an der höchsten Stelle der Stadt als Teil der Stadtbefestigung erbaut.
Von der ehemaligen Burg ist noch der Bergfried, der sogenannte Schurkenturm, mit einigen Mauerresten und Burggarten erhalten. Der „Schurkenturm“ diente im 18. und 19. Jahrhundert als Gefängnis und wird seit 1973 als Vereinsheim des Schwäbischen Albvereins genutzt.